# Irmenach
Irmenach im Hunsrück ist eine Ortsgemeinde im Landkreis Bernkastel-Wittlich in Rheinland-Pfalz. Sie gehört der Verbandsgemeinde Traben-Trarbach an und besteht aus den beiden Ortsteilen Irmenach und Beuren, welche lediglich etwa einen Kilometer voneinander entfernt liegen.

## Geschichte
Die Ursprünge der beiden Orte Irmenach und Beuren liegen im Dunkeln. Schon für die römische Zeit ist eine Besiedelung des Gebietes nachgewiesen. Einer alten Ortstradition folgend hat man den Namen Irmenach oftmals auf die Heilige Irmina zurückgeführt, was aber kaum wahrscheinlich ist. Möglicherweise leitet sich der Name von „Herminiachus“ (= „Hofgut des Herminius“) ab, wobei es sich bei Herminius um einen vornehmen Kelten handeln würde, der seinen Namen latinisiert hatte.
Über Jahrhunderte bildete Irmenach mit Beuren und dem heute zu Kleinich gehörenden Thalkleinich eine Einheit, die sog. „Großgemeinde Irmenach“. Erst 1828 wurden die Beziehungen zwischen Irmenach/Beuren und Thalkleinich endgültig aufgelöst.
Irmenach gehörte zur Hinteren Grafschaft Sponheim und teilte so deren Geschichte. Insbesondere ab dem 17. Jahrhundert hat die Nähe zur Grevenburg oftmals Besatzung durch feindliche Heere zur Folge gehabt, unter welcher die Bevölkerung sehr zu leiden hatte.
Bei der Teilung der Hinteren Grafschaft Sponheim 1776 gelangte Irmenach wie das gesamte Oberamt Trarbach an Pfalz-Zweibrücken-Birkenfeld, bis die Grafschaft schließlich mit der französischen Eroberung 1794 zu existieren aufhörte. Ab 1815 gehörte Irmenach dann zu Preußen und kam zur Bürgermeisterei Sohren (1927 umbenannt in Amt Sohren, 1939 umbenannt in Amt Büchenbeuren) im neugebildeten Kreis Zell. Nach dessen Auflösung im Jahr 1969 gehörte Irmenach für kurze Zeit zum Rhein-Hunsrück-Kreis. Als 1970 auch die Verbandsgemeinde Büchenbeuren aufgelöst und insgesamt in der Verbandsgemeinde Kirchberg aufgehen sollte, konnten es die beiden Gemeinderäte von Irmenach und Beuren durchsetzen, dass sie mit Wirkung vom 7. November 1970 der neugebildeten Verbandsgemeinde Traben-Trarbach im Landkreis Bernkastel-Wittlich eingegliedert wurden.
Mit Verfügung der Bezirksregierung Trier vom 30. Oktober 1974 wurden die bis dahin selbständigen Gemeinden Irmenach und Beuren am 1. Dezember 1974 aufgelöst und zur neuen Gemeinde Irmenach zusammengefasst. Dabei gelang es allerdings nicht, den von fast allen örtlichen Vereinen verwendeten Doppelnamen „Irmenach-Beuren“ auch als Gemeindenamen durchzusetzen.

## Kirche

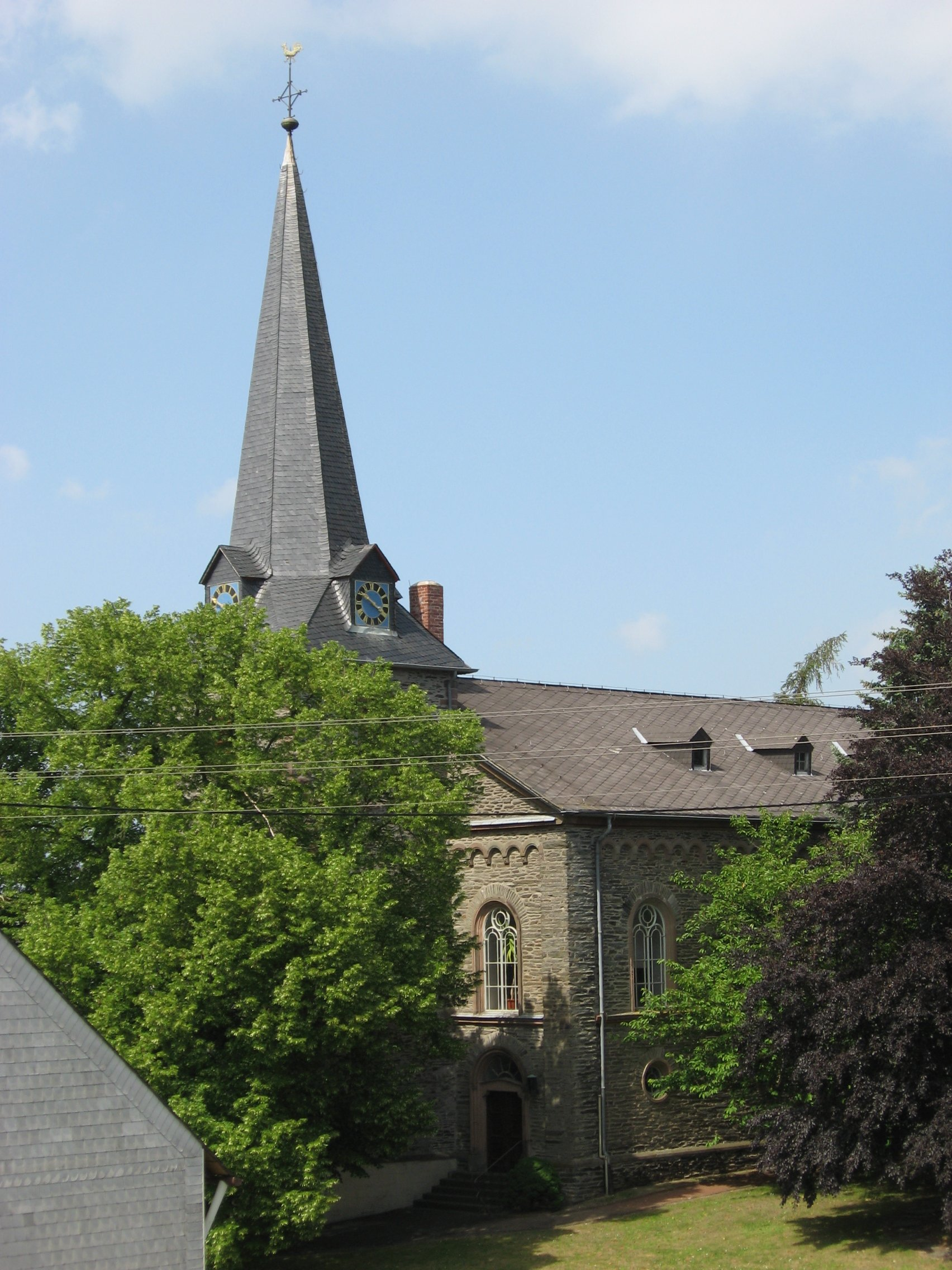
Evangelische Kirche in Irmenach

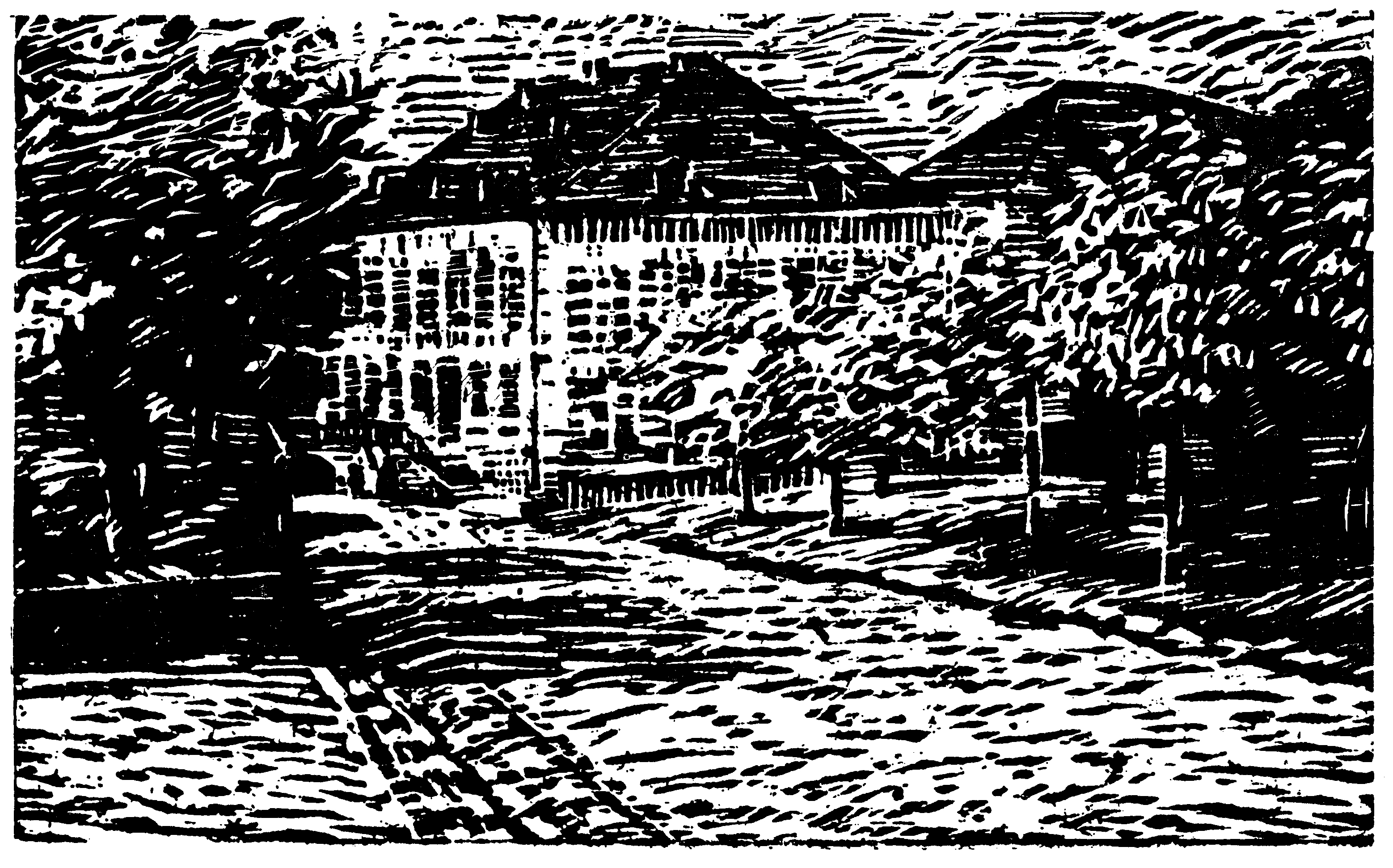
Marktplatz mit Gasthaus Fuchss (Holzschnitt von Friedrich Karl Ströher)

Spätestens seit dem 14. Jahrhundert, wahrscheinlich aber schon eher früher, gab es in Irmenach eine Kirche bzw. in Beuren eine Kapelle – zu deren Unterhaltung auch die Bewohner Thalkleinichs beizutragen hatten, auch wenn diese ihre kirchlichen Bedürfnisse in der nur wenige hundert Meter entfernten Kleinicher stillten. Spätestens für das Jahr 1351 ist für Irmenach ein Priester bezeugt, 1413 ein Pfarrer.
Im Jahr 1557 wurde in Irmenach wie in der gesamten Grafschaft die Reformation eingeführt. Seitdem ist Irmenach evangelisch (lutherisch) geprägt. Gleichwohl hat es wohl immer auch einige Familien gegeben, die kurtrierische Leibeigene waren und somit katholisch blieben, wenn auch – anders als in anderen Gemeinden – niemals ein Simultaneum in der Kirche durchgesetzt wurde. Erst in neuerer Zeit hat sich der Anteil der katholischen Bevölkerung durch Zuzug um einiges erhöht.
Die Irmenacher Kirche war wohl ursprünglich eine Peterskirche, wenngleich wohl eine frühere Dorftradition davon erzählte, die Kirche sei der „Heiligen Irmel“ geweiht gewesen oder es habe zumindest einen der Heiligen Irmina geweihten Altar gegeben. Auf jeden Fall scheinen zur Irmenacher Kirche Wallfahrten stattgefunden zu haben. Von den älteren Kirchbauten ist nur der unterste Teil des Turmes erhalten geblieben, der wohl aus der Zeit um 1200 stammt, während Turm und Schiff neueren Datums sind. Bis heute erhalten sind aber die alten Glocken (Klangbeispielⓘ) aus den Jahren 1423, 1514 (gegossen von Hans von Breisig) und 1555 (gegossen von Johann von Trier).
Im Lauf der Jahrhunderte wurden an der Irmenacher Kirche verschiedene Um- und Neubauten vorgenommen. Das Kirchenschiff wurde u. a. zu Beginn des 18. Jahrhunderts neu gebaut (Einweihung am 20. November 1701). Dieser Bau musste aber in den Jahren 1871/72 erneut durch einen Neubau ersetzt, da die bisherige Kirche für die Gemeinde zu klein geworden war, sich zudem in einem baulich sehr schlechten Zustand befand. Vorausgegangen war ein erbitterter Streit: So waren die Beurener der Meinung, ein Kirchenneubau müsse in ihrem Dorf geschehen; aber auch in Irmenach selbst gab es zahlreiche Gegner eines Neubaus. Beim Abriss der alten Kirche gingen die zweifellos zahlreich vorhandenen Gemälde und Malereien, wie sie heute etwa noch in Lötzbeuren oder Raversbeuren zu finden sind, verloren. Erhalten geblieben ist aber die historische Stummorgel aus dem Jahr 1776.
Die Beurener Kapelle war dem Heiligen Antonius geweiht, sie wird so frühestens auf das 13. Jahrhundert zurückgehen. In der Kapelle befand sich in vorreformatorischer Zeit ein Bild des Heiligen, zu dem ebenfalls Wallfahrten bezeugt sind. Von der Kapelle ist nur noch der Turm erhalten, da das Schiff um 1950 wegen angeblicher Baufälligkeit abgerissen wurde.
Von 1979 bis 2011 waren die Kirchengemeinden Irmenach, Lötzbeuren und Raversbeuren pfarramtlich verbunden, zum Jahr 2012 fusionierten sie zur Kirchengemeinde Irmenach-Lötzbeuren-Raversbeuren. Der Sitz des Pfarramtes war in Lötzbeuren. Derzeit ist die Kirchengemeinde mit der Kirchengemeinde Enkirch-Starkenburg pfarramtlich verbunden, wobei der Sitz des Pfarramtes Enkirch ist. Die Kirchengemeinde gehört zum Kirchenkreis Simmern-Trarbach.

## Politik

### Gemeinderat
Der Gemeinderat in Irmenach besteht aus zwölf Ratsmitgliedern, die bei der Kommunalwahl am 9. Juni 2024 in einer Mehrheitswahl gewählt wurden, und dem ehrenamtlichen Ortsbürgermeister als Vorsitzendem. Bis einschließlich 2019 wurde der Gemeinderat in einer personalisierten Verhältniswahl gewählt, da jeweils zwei Wahllisten aufgestellt wurden.
Die Sitzverteilung im Gemeinderat:
| Wahl | SPD               | CDU               | Gesamt   |
| ---- | ----------------- | ----------------- | -------- |
| 2024 | per Mehrheitswahl | per Mehrheitswahl | 12 Sitze |
| 2019 | 8                 | 4                 | 12 Sitze |
| 2014 | 8                 | 4                 | 12 Sitze |
| 2009 | 8                 | 4                 | 12 Sitze |
| 2004 | 7                 | 5                 | 12 Sitze |

### Bürgermeister
Christian Wedertz wurde am 11. Juni 2025 Ortsbürgermeister von Irmenach, nachdem er die Aufgaben bereits ein Jahr als Erster Beigeordneter ausgeführt hatte. Da bei der Direktwahl am 9. Juni 2024 kein Wahlvorschlag eingereicht wurde, oblag die Neuwahl des Bürgermeisters gemäß rheinland-pfälzischer Gemeindeordnung dem Rat der Gemeinde. Dieser konnte jedoch zunächst keinen Bewerber finden. Im Juni 2025 wurde Christian Wedertz einstimmig in das Amt gewählt.
Frühere Ortsbürgermeister:
- 2021 bis 2024: Ingo Noack (SPD)[9][10]
- 2010 bis 2021: Martin Kirst (SPD)[11][12]
- 1993 bis 2009: Karl-Heinz Tatsch (SPD)[13]

## Wirtschaft
Seit alters her war die Landwirtschaft der Haupterwerbszweig. Irmenach und Beuren galten lange als die reichsten Bauerndörfer des Hunsrücks. Nachdem es noch bis in die 1980er Jahre zahlreiche kleine landwirtschaftliche Nebenerwerbsbetriebe gab, ist die Zahl der Betriebe heute – dem allgemeinen Trend folgend – auf eine Handvoll zusammengeschrumpft.
Neben der Landwirtschaft wurde lange Zeit Schieferbergbau betrieben. In der Irmenacher Umgebung gibt es zahlreiche Schieferbergwerke, die teilweise schon im 17. Jahrhundert existiert haben. So schreibt Johann Hofmann im Jahr 1669: „Forderst hat es in denselbigen Gebürgen gar viel Schieferstein-brüche / worvon die Einwohner des Landes fast eben so grosses Einkommen haben / als vielleicht andere von ihren fruchtbaren Feldern nicht erhalten mögen“. Der Ortstradition zufolge ist Irmenacher Schiefer unter anderem beim Bau des Berliner Reichstages und der Kathedrale St. Michael und St. Gudula in Brüssel verwendet worden. Ende der 1960er Jahre schloss die letzte Schiefergrube, da der Abbau nicht mehr rentabel war.
Größter Arbeitgeber in der Nachkriegszeit war die in Irmenach ansässige Firma Hans Kirst, die heute Pferdeboxenställe herstellt.
Bedeutender Wirtschaftsfaktor der ganzen Region ist jedoch nach wie vor der Flughafen Hahn.

## Vereine
In Irmenach herrscht ein reges Vereinsleben. Neben der Freiwilligen Feuerwehr und vielen örtlichen Vereinen gibt es den Turn- und Sportverein Irmenach-Beuren e. V. (gegründet 1913), welcher zusammen mit dem TuS Kleinich und dem TuS Horbruch die sehr erfolgreiche Handballspielgemeinschaft Irmenach-Kleinich-Horbuch bildet und etliche Jahre in der Regionalliga spielte.

## Persönlichkeiten

### In Irmenach geboren
- Friedrich Karl Ströher, Maler, Grafiker und Bildhauer, bedeutender Künstler des Hunsrücks
- Karl Georg Marhoffer, Pfarrer und Konsistorialpräsident der Protestantisch-Reformierten Kirche von Luxemburg

### Mit Irmenach verbunden
- Heinrich Rodewald, Lic. theol., Pfarrer, Provinzialkirchenarchivar, Verfasser zahlreicher Schriften zur Geschichte von Irmenach und der Hinteren Grafschaft Sponheim
- Clärenore Stinnes, die erste Frau, die die Welt am Steuer eines Autos umrundete
- Jakob Kneip, Dichter, verfasste in Irmenach seinen Roman Hampit der Jäger
- Chuck Yeager, der erste Mensch, der die Schallmauer durchbrach

## Sehenswürdigkeiten
- Evangelische Kirche in Irmenach mit Stumm-Orgel
- Turm der Evangelischen Kapelle in Beuren
- Römische Villa und Römergrab